# الأخوة بالدم

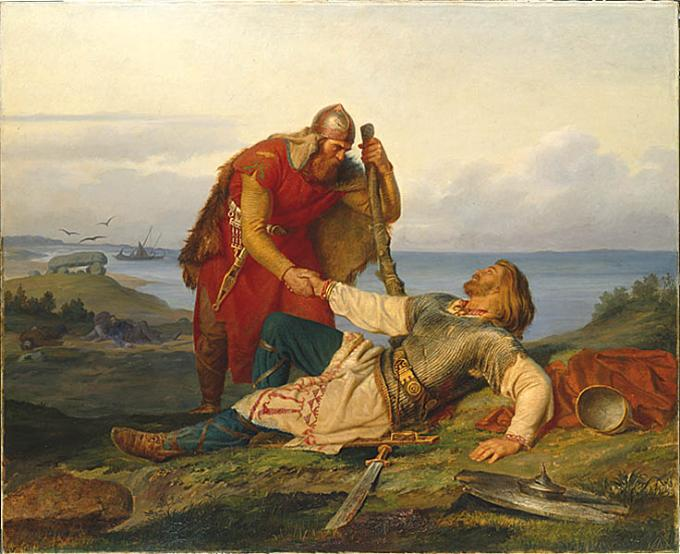
المحارب النرويجي أورفار-أودر يودع أخيه بالدم، المحارب السويدي هيلمار ، رسم الفنان مارتن إسكيل وينج (1866).

يمكن الإشارة إلى مصطلح الأخوة بالدم إلى شخصين أو أكثر غير مرتبطين بالميلاد و لكنهم أقسموا الولاء لبعضهم البعض. يتم ذلك في العصر الحديث عادة في احتفال يعرف باسم قسم الدم أو عهد الدم ، حيث يقوم كل شخص بعمل جرح صغير، عادة على الإصبع أو اليد أو الساعد ، ثم يتم ضغط المنطقتين المجروحتين معًا و ربطهما، و الفكرة وراء ذلك هو أن دم كل شخص يتدفق الآن في عروق المشارك الآخر . 
يحمل هذا الفعل مخاطرة بسبب الأمراض التي تنتقل عن طريق الدم مثل الإيدز . و عادةً ما تحصل هذه العملية لتعطي المشارك إحساسًا رمزيًا متزايدًا بالارتباط بالمشارك الآخر .

## الأخوة بالدم في الثقافات المختلفة

### الثقافة الجرمانية
شعوب الشمال دخلوا معًا في ميثاق الأخوة الذي يسمى ( (بالآيسلندية: Fóstbræðralag)‏ ) و تضمن هذا الميثاق طقوس يُسمح فيها بتدفق دمائهم بينما ينحنون تحت قوس مكون من شريط من العشب مدعوم برمح أو رماح. تم وصف مثال على ذلك في ملحمة جيسلا .   في ملحمة فوستبريدرا Fóstbræðra ، تم ختم رابطة Thorgeir Havarsson (Þorgeir Hávarsson) وThormod Bersason (Þormóð Bersason) بمثل هذه الطقوس أيضًا، حيث تسمى الطقوس ليكر leikr .
تحتوي ملحمة أورفار-أودر على قصة أخرى جديرة بالملاحظة عن الأخوة الدم. بعد أن تعادل أورفار-أودر مع المحارب السويدي الشهير هيلمار ، دخل في أخوة حاضنة معه من خلال طقوس رفع العشب. وبعد ذلك، تم وضع خصلة العشب في مكانها أثناء القسم والتعاويذ .
في أساطير شمال أوروبا ، أصبح غونتر وهوجني أخوة بالدم لسيغورد عندما تزوج أختهما جودرون . في أوبرا فاغنر Götterdämmerung ، الجزء الختامي من دورة الخاتم ، يحدث الشيء نفسه بين غونتر ونسخة فاغنر من سيجورد، سيغفريد ، والتي تتميز بـ " الليتوموتيف لأخوة الدم". بالإضافة إلى ذلك، تم ذكر ذلك باختصار في لوكاسينا أن أودين ولوكي هما أخوة بالدم.

### سكيثيا
بين الشعوب سكيثيين ، كان المعاهدون يسمحون لدمائهم بالتنقيط في الكأس؛ ثم يخلط الدم بالنبيذ ويشربه كلا المشاركين. كان كل رجل يقتصر على أن يكون لديه ثلاث جمعيات دم في أي وقت حتى لا يتم التشكيك في ولائه. ونتيجة لذلك، كانت الأخوة بالدم مطلوبة بشدة، وكثيراً ما كانت تسبقها فترة طويلة من الانتماء والصداقة ( لوسيان ، توكاريس ). ارتبطت صور القرن الرابع قبل الميلاد لمحاربين سكيثيين يشربان من قرن شرب واحد (وخاصة في زخارف ذهبية من كول أوبا ) بقسم الأخوة بالدم السكيثي. 
كان لدى الحجاج المجريين احتفال مماثل، ولكن غالبًا ما كان يتم استبدال النبيذ بالحليب حتى يصبح الدم أكثر وضوحًا.[بحاجة لمصدر]</link>

### شرق آسيا
في الثقافات الآسيوية ، ينظر إلى الفعل والاحتفال بأن يصبح المرء أخوة بالدم بشكل عام على أنه علاقة قبلية تهدف إلى تحقيق التحالف بين القبائل. وقد تم ممارستها لهذا السبب على وجه الخصوص من قبل المغول والأتراك والصينيين الأوائل .[بحاجة لمصدر]</link>
في رواية الممالك الثلاث ، الأدب الكلاسيكي الصيني، أقسم الشخصيات الرئيسية الثلاثة يمين الإخوة بالدم، يمين حديقة الخوخ ، بالتضحية بثور أسود وحصان أبيض والقسم بالإيمان.  كانت يمين الدم الأخرى التي تنطوي على التضحية بالحيوانات من السمات المميزة للجماعات المتمردة، مثل الانتفاضة التي قادها دينج ماوكي في أربعينيات القرن الخامس عشر، والمنظمات الإجرامية، مثل الثالوث أو قراصنة لين داوتشيان ، وغيرها من شرق آسيا مثل المغول والمانشو .  كان لدى جنكيز خان مدينة تسمى جاموخا .  يوجد المصطلح أيضًا في اللغة التركية القديمة : ant ičmek ("أداء اليمين")، المشتق من "الاختبار القديم بالسم". المصطلح التركي، إذا لم يكن كلمة مقترضة في المنغولية الوسطى ، فهو مرتبط بالمنغولية anda . 

### فيلبيني

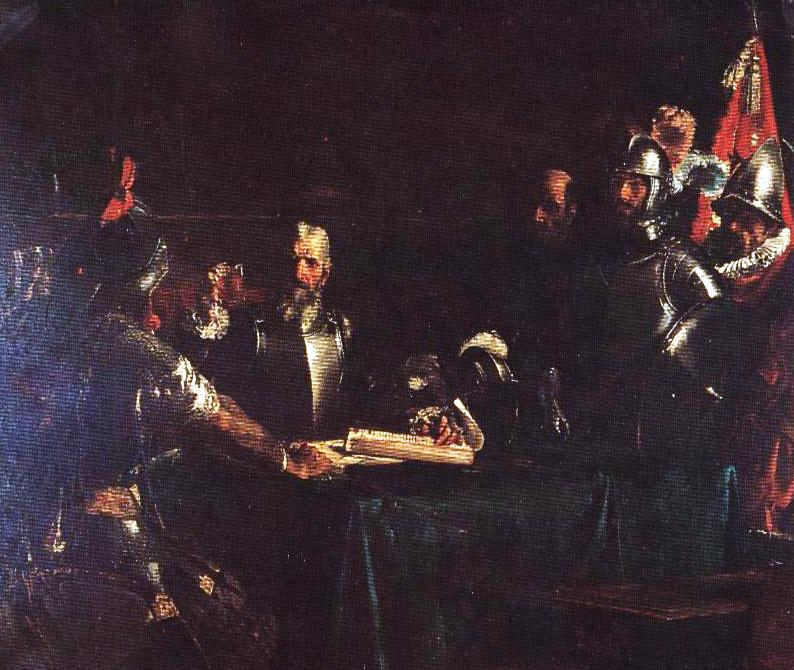
El Pacto de Sangre ، لوحة رومانسية لطقوس Sandugo الدموية المدمجة بين المستكشف الإسباني ميغيل لوبيز دي ليجازبي وداتو سيكاتونا من بوهول ، الفلبين ؛ بقلم خوان لونا (1886)

في الفلبين ، كانت مواثيق الدم ( ساندوغو أو ساندوجوان ، والتي تعني حرفيًا "دم واحد") عبارة عن طقوس قديمة كانت تهدف إلى إبرام صداقة أو معاهدة أو التحقق من صحة اتفاقية. وقد تم وصفهم في سجلات المستكشفين الأوائل الإسبان والبرتغاليين للجزر. النسخة الأكثر شهرة من الطقوس لدى شعب فيسايان تتضمن خلط قطرة دم من كلا الطرفين في كوب واحد من النبيذ ثم شربها. وتوجد أيضًا نسخ أخرى، مثل تلك الموجودة في بالاوان والتي تصف طقوسًا تتضمن إجراء قطع على الصدر ثم وضع الدم على اللسان والجبهة.  

### أفريقيا جنوب الصحراء الكبرى
لقد تم استخدام قسم الدم بنفس الطريقة التي تم وصفها بالفعل في معظم بلدان أفريقيا جنوب الصحراء الكبرى . اشتهر المسؤول الاستعماري البريطاني اللورد لوجارد بكونه شقيقًا بالدم للعديد من الزعماء الأفارقة كجزء من سياسته السياسية في أفريقيا. كان الأخ القوي بالدم هو زعيم الكيكويو واياكي وا هينجا . كتب ديفيد ليفينغستون عن ممارسة مماثلة تسمى "كاسيندي". 

### جنوب شرق أوروبا
كان الأخوة بالدم بين المجموعات الأكبر أمرًا شائعًا في دول جنوب شرق أوروبا القديمة، حيث، على سبيل المثال، كانت شركات كاملة من الجنود تصبح عائلة واحدة من خلال الحفل. ولعلها كانت الأكثر انتشاراً في منطقة البلقان في العهد العثماني ، إذ ساعدت الشعوب المضطهدة على محاربة العدو بفعالية أكبر. كانت الأخويات الدموية شائعة في ما يعرف اليوم بألبانيا ، والبوسنة والهرسك ، وبلغاريا ، وكرواتيا ، واليونان ، والجبل الأسود ، وصربيا ، ومقدونيا الشمالية . كما اعترفت المسيحية بالأخوة المقسمة في احتفال كان يُعرف (باليونانية: adelphopoiesis)‏ </link> Slavic languages </link> في الكنائس الأرثوذكسية الشرقية وكما (باللاتينية: ordo ad fratres faciendum)‏ </link> في الكنيسة الكاثوليكية . ويعتقد أيضًا أن تقليد تشابك الأسلحة وشرب الخمر يمثل تحولهما إلى أخوة بالدم.[بحاجة لمصدر]</link>

## أخوة الدم المشهورين

### تاريخي
- في القرن التاسع الميلادي، شكل زعماء القبائل المجرية السبع تحالفًا يشربون من دماء بعضهم البعض ، واختاروا ألموس زعيمًا. [11]
- في عام 1066، كان روبرت دي أويلي وروجر دي إيفري ، وهما فارسان نورمانديان شاركا في الغزو النورماندي لإنجلترا، معروفين بأنهما شقيقان بالدم. وقيل أنهم اتفقوا مسبقًا على تقاسم أرباح هذه المغامرة. نجا كلاهما من معركة هاستينجز ، وحصلا على أراضٍ في أوكسفوردشاير وأماكن أخرى، ثم عملا معًا في مشاريع مختلفة مثل قلعة والينجفورد .
- في القرن الثاني عشر الميلادي، كان الزعيمان المغوليان يسوخاي (والد تيموجين) وتوغرول (حليف تيموجين لاحقًا) شقيقين بالدم.
- كان تيموجين ( جنكيز خان ) وجاموخا أصدقاء طفولة وأخوة بالدم، على الرغم من أن جاموخا خان تيموجين فيما بعد. رفض جاموخا المصالحة، وبالتالي تم إعدامه بأمر تيموجين.
- في القرن الثامن عشر الميلادي، ورد أن مبعوثي الملك البريطاني جورج الثالث وزعماء المارون الجامايكيين شربوا دماء بعضهم البعض عند عقد معاهدات السلام. [12]
- إخوة الدم في الثورة الصربية (1804–17): زعيم المتمردين كاراجوردي (1762–1817) والقائد ميلوتين سافيتش (1762–1842)؛ [13] كارادوردي والمتطوع اليوناني جيورجاكيس أوليمبيوس (1772-1821)؛ [14] القائد هايدوك فيليكو (1780–1813) وجيورجاكيس أوليمبيوس؛ [15] القادة ستويان كوبيتش (1765–1815) وباكال ميلوساف ؛ [16] القادة سينكار-يانكو (1779–1833)، ميلوش بوتشيراك (1776–1811) وأنتا بوجيسيفيتش (1758–1813). [17]
- إخوة الدم في إمارة صربيا اللاحقة: الأمير ميلان أوبرينوفيتش (1854–1901) وميلان بيروتشاناك (1837–1897)؛ [18] آخيم تشوميتش (1836–1901) وكوستا بروتيتش (1831–1892)؛ [19] تشورا جاكسيتش (1832–1878) وستيفان فلاديسلاف كاشانسكي (1829–1890). [20]
- في حرب الاستقلال اليونانية (1821-1830)، قيل أن اليوناني نيكولاوس كريزوتيس والجبل الأسود فاسو براجيفيتش أخوة بالدم.
- كان المصارع الساموي "الزعيم الأعلى" بيتر مايفيا يُعتبر الأخ بالدم لأميتواناي أنواي، والد المصارعين آفا وسيكا أنواي، المعروفين باسم السامويين المتوحشين ، الذين يعتبرون بيتر عمهم. وهكذا، منذ ذلك الوقت فصاعدًا، اعتبرت عائلة <i id="mwAQA">أنواي</i> أن سلالة مايفيا هي امتداد لعشيرتهم.

### الفولكلور
- من المعروف أن الآلهة الإسكندنافية لوكي وأودين كان لديهما دم مختلط في الأيام القديمة في لوكاسينا . وقد تم اعتبار هذا بمثابة تفسير لسبب تسامح الآلهة مع لوكي.
- ليو باي ، غوان يو، وتشانغ فاي . في الرواية التاريخية رومانسية الممالك الثلاث للكاتب لوه قوانتشونغ ، أقسم هؤلاء الرجال الثلاثة في قسم حديقة الخوخ الشهير أنه على الرغم من عدم ميلادهم في نفس اليوم، فإن أخوتهم التي أقسموا عليها ستنتهي بموتهم في نفس اليوم. لا يذكر التاريخ إلا أن الرجال الثلاثة كانوا "قريبيين مثل الإخوة".
- في الحكاية الصينية رحلة إلى الغرب ، أصبح سون ووكونج (ملك القرد) شقيقًا بالدم مع نيو موانج (ملك شيطان الثور) والعديد من زعماء الشياطين الآخرين، ولكن في وقت لاحق تم نسيان علاقة الأخوة هذه بسبب صراع حدث يتعلق بابن شيطان الثور والذي تسبب في مشاكل أخرى لووكونج. ويذكر ووكونج أيضًا أنهما شقيقان أقسما على إرلانج شين . لدى إرلانج ستة إخوة آخرين بالقسم من بلام هيل.
- في الشعر الملحمي الصربي ، هناك العديد من الأخويات الدموية. ميلوش أوبيليتش مع ميلان توبليكا وإيفان كوسانتشيتش، [21] ميلوش أوبيليتش مع الأمير ماركو ، [22] ميلوش أوبيليتش مع الأخوين يوغوفيتش ، [23] الطاغية فوك غريغوريفيتش ودميتار جاكشيتش . [24]

### الأدب
- وينيتو وشاتيرهاند القديم في أعمال كارل ماي . [25]
- الشخصيات إدوارد ليونز وميكي جونستون [26] في رواية الأخوة بالدم للمخرج ويلي راسل .